# Zanthoxylum khasianum
Zanthoxylum khasianum là một loài thực vật có hoa trong họ Cửu lý hương. Loài này được Hook. f. miêu tả khoa học đầu tiên năm 1875.